# Diothonea
Diothonea é um género botânico pertencente à família das orquídeas (Orchidaceae).